# Zimbabue en los Juegos Paralímpicos
Zimbabue en los Juegos Paralímpicos está representado por el Comité Paralímpico Nacional de Zimbabue, miembro del Comité Paralímpico Internacional.
Ha participado en 14 ediciones de los Juegos Paralímpicos de Verano, su primera presencia tuvo lugar en Roma 1960. El país ha obtenido un total de 71 medallas en las ediciones de verano: 23 de oro, 27 de plata y 21 de bronce.
En los Juegos Paralímpicos de Invierno Zimbabue no ha participado en ninguna edición.

## Medallero

### Por edición
Juegos Paralímpicos de Verano
| Evento                                | Oro | Plata | Bronce | Total |
| ------------------------------------- | --- | ----- | ------ | ----- |
| Roma 1960                             | 2   | 1     | 2      | 5     |
| Tokio 1964                            | 10  | 5     | 2      | 17    |
| Tel Aviv 1968                         | 6   | 7     | 7      | 20    |
| Heidelberg 1972                       | 3   | 5     | 4      | 12    |
| Toronto 1976                          | –   | –     | –      | –     |
| Arnhem 1980                           | 0   | 8     | 4      | 12    |
| Nueva York 1984 Stoke Mandeville 1984 | 0   | 1     | 2      | 3     |
| Seúl 1988                             | –   | –     | –      | –     |
| Barcelona 1992                        | –   | –     | –      | –     |
| Atlanta 1996                          | 0   | 0     | 0      | 0     |
| Sídney 2000                           | 1   | 0     | 0      | 1     |
| Atenas 2004                           | 1   | 0     | 0      | 1     |
| Pekín 2008                            | 0   | 0     | 0      | 0     |
| Londres 2012                          | 0   | 0     | 0      | 0     |
| Río de Janeiro 2016                   | 0   | 0     | 0      | 0     |
| Tokio 2020                            | 0   | 0     | 0      | 0     |
| París 2024                            | 0   | 0     | 0      | 0     |
| TOTAL                                 | 23  | 27    | 21     | 71    |

### Por deporte
Deportes de verano
| Evento             | Oro | Plata | Bronce | Total |
| ------------------ | --- | ----- | ------ | ----- |
| Atletismo          | 6   | 9     | 7      | 22    |
| Bolos sobre hierba | 0   | 2     | 1      | 3     |
| Dartchery          | 1   | 0     | 0      | 1     |
| Natación           | 12  | 15    | 12     | 39    |
| Tenis de mesa      | 0   | 1     | 1      | 2     |
| Tiro con arco      | 4   | 0     | 0      | 4     |
| TOTAL              | 23  | 27    | 21     | 71    |